# Chiloschista treubii
Chiloschista treubii är en orkidéart som först beskrevs av Johannes Jacobus Smith, och fick sitt nu gällande namn av Rudolf Schlechter. Chiloschista treubii ingår i släktet Chiloschista och familjen orkidéer. Inga underarter finns listade i Catalogue of Life.